# Elisabeth Waldenau
Elisabeth Waldenau (* 26. März 1894 in München; † 1983 ebenda) war eine deutsche Opernsängerin mit den Stimmlagen Alt und Mezzosopran.

## Leben und Wirken
Elisabeth Waldenau wirkte zunächst von 1920 bis 1926 als Opernsängerin in München, wo sie 1920 an der Uraufführung der Oper Die Vögel von Walter Braunfels mitwirkte. 1927 folgte ein Engagement am Stadttheater Krefeld, danach von 1928 bis 1930 am Stadttheater Elberfeld-Barmen. Anschließend trat sie hauptsächlich als Konzertsängerin auf und wirkte als Sängerin bei Rundfunksendungen verschiedener deutscher Radiosender im Rahmen von Opern- und Konzertprogrammen. Von 1937 bis 1939 war sie für den Reichssender München tätig. Waldenau stand 1944 auf der Gottbegnadeten-Liste.
Als Gast trat sie an führenden Opernhäusern in Deutschland auf, unter anderem am Deutschen Opernhaus Berlin, und war ab 1945 an der Bayerischen Staatsoper engagiert. Nach Beendigung ihrer künstlerischen Laufbahn lebte sie in München.
Tonträger wurden aufgenommen mit Elisabeth Waldenau als Marcellina in Figaros Hochzeit von Wolfgang Amadeus Mozart, Lucia in Cavalleria rusticana von Pietro Mascagni, Emilia in Otello von Giuseppe Verdi, Marthe in Faust von Charles Gounod, Bostana in Der Barbier von Bagdad von Peter Cornelius sowie Gertrud in Hänsel und Gretel von Engelbert Humperdinck. In einer Aufnahme gemeinsam mit Maria Cebotari sang sie die Giovanna in Rigoletto.
Im Märchenfilm Brüderchen und Schwesterchen spielte sie die Rolle der Kinderfrau Valentine.